# كهوف بايانو
كهوف بايانو (بالإسبانية: Cuevas de Bayano)‏ هي ثلاثة كهوف تقع على الجانب الجنوبي من لاغو بايانو في مقاطعة بنما، بنما.

## وصلات خارجية
- Video of Bayano Canyoning على يوتيوب
- Video of Bayano Caves على يوتيوب
- Video of Bayano Canyoning - Rescue of Animals على يوتيوب